# Lamprohizinae
Lamprohizinae Kazantsev, 2010 è una sottofamiglia di minuscoli insetti coleotteri, appartenenti alla famiglia Lampyridae.

## Tassonomia
Sono accettati i seguenti due generi:
- Lamprohiza Motschulsky, 1853
- Phausis LeConte, 1851